# Брайди Картър
Брайди Картър (на английски: Bridie Carter) е австралийска актриса, известна с ролята си на Тес Маклауд в телевизионния сериал „Дъщерите на Маклауд“.
Брайди е родена на 18 декември 1970 година. Тя е най-голямото от три деца – има двама по-малки братя. Израства в Мелбърн, където майка ѝ е директор на художествена галерия и Брайди наистина има страст към изкуството. През 1994 г. завършва Националният институт по драматично изкуство в Сидни.
Брайди Картър посвещава свободното си време на организации като Червения кръст.